# Rezerwat Abu Dżallum

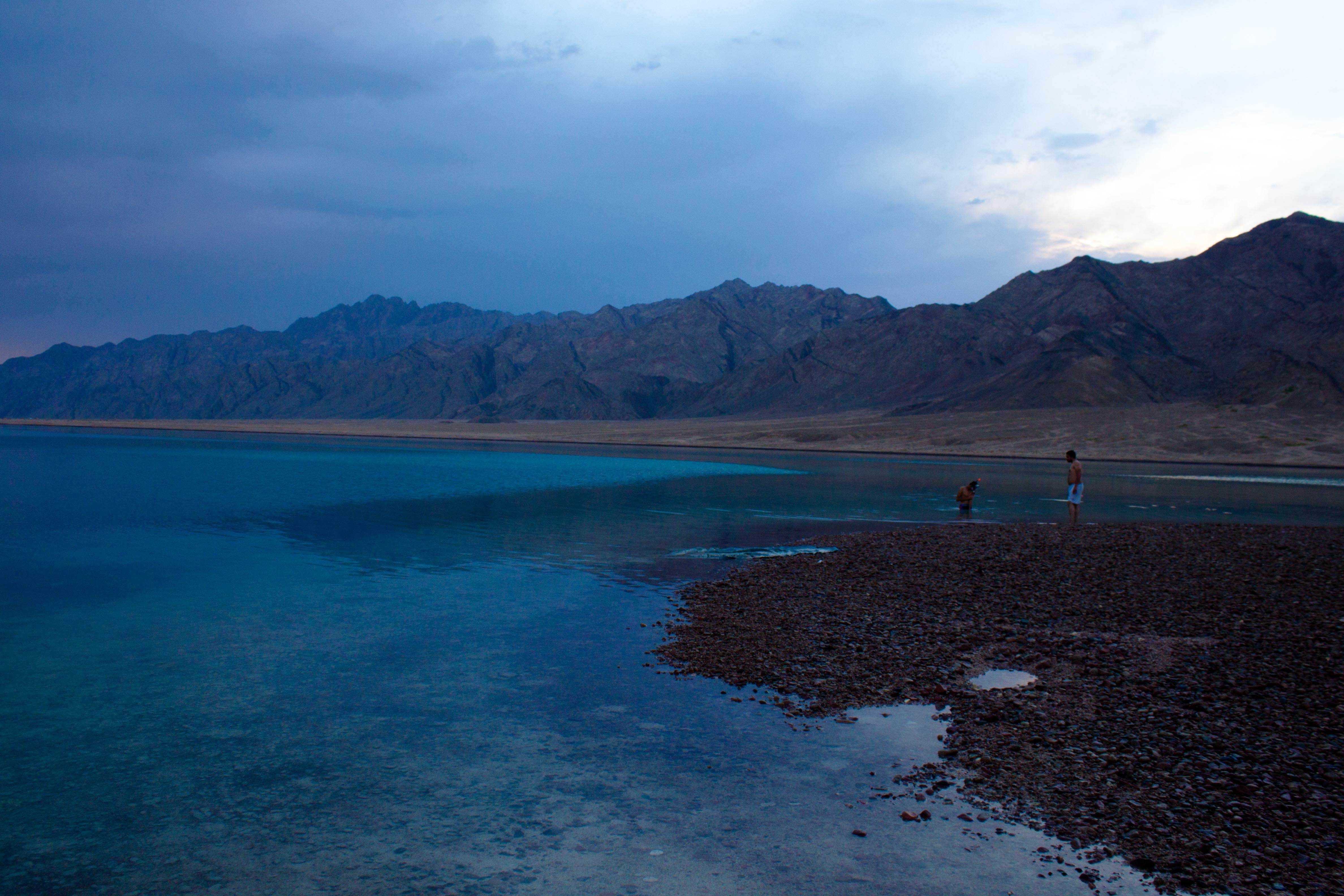
Błękitna Laguna wieczorem

Rezerwat Abu Dżallum (ar. محمية أبو جالوم, ang. Abu Gallum Reserve lub Abu Galum Protected Area) – rezerwat na wybrzeżu Morza Czerwonego w Zatoce Akaba w południowo-wschodniej części półwyspu Synaj w muhafazie Synaj Południowy. Został ustanowiony w 1992 roku. Rozciąga się wokół przylądka Ras Abu Dżallum. Południowa granica rezerwatu leży ok. 6 km na północ od miejscowości Dahab, zachodnią granicą jest droga nr 35 Szarm el-Szejk – Taba wraz z Wadi al-Dżaib, od północy granicę wytycza szczyt Dżabal Suchn (925 m n.p.m.), a wschodnia granica znajduje się już na wodach Zatoki Akaba. Na 25-kilometrowym odcinku rezerwatu znajduje się kilka plaż i miejsc do nurkowania – z dziewiczymi rafami koralowymi z ogromną różnorodnością koralowców i ryb.
- Obszar: 458 km² (w tym obszar lądowy: 337 km², morski: 121 km²)[1]